# جدار الحماية العظيم
جدار الحماية العظيم (بالصينية: 防火长城) (بالإنجليزية: Great Firewall of China اختصاراً GFW)‏ هي مجموعة من الإجراءات القانونية والتقنية التي تفرضها جمهورية الصين الشعبية لتنظيم الوصول إلى شبكة الإنترنت محليّاً، وهي جزء من عملية رقابة الإنترنت في الصين التي تهدف إلى حجب عدد من مواقع الإنترنت الأجنبية محلياً ومراقبة حركة البيانات من وإلى الإنترنت. تشمل آثار جدار الحماية العظيم: الحدّ من الوصول إلى مصادر المعلومات الأجنبية، وحجب أدوات الإنترنت الأجنبية (مثل محرك بحث جوجل، أو فيسبوك)، وتطبيقات الهاتف الجوّال، والطلب من الشركات الأجنبية التكيّف مع التشريعات المحليّة. إلى جانب دوره في الرقابة، فإن جدار الحماية لعب دوراً في تطور التجارة الداخلية عبر الإنترنت من خلال رعاية الشركات المحلية وتقليل أثر المنتجات المًقدمة من شركات أجنبية عبر الإنترنت.
إنّ مصطلح جدار الحماية العظيم منحوت من كلمتي الجدار العظيم، التي تستخدم لوصف سور الصين العظيم، وجدار الحماية، وهو أداة تستعمل في أمن الشبكات، وكان جيرمي بارميه (Geremie Barmé) هو أول من استخدم هذا المصطلح في العام 1997م.

## نبذة تاريخية
إنّ الخلفية السياسية والأيديولوجية وراء مشروع الجدار العظيم تعتبر واحدة من المقولات المفضلة للزعيم الصيني دينج شياو بينج، والتي قالها في مطلع الثمانينيات من القرن العشرين: «إذا فتحت النافذة بحثاً عن الهواء المنعش، فبعض الذباب سيتدفق إلى الداخل».(بالصينية: 打开窗户，新鲜空气和苍蝇就会一起进来。)، وغيرها(1)، إنّ هذه المقولة مرتبطة بفترة إعادة التشكيل الاقتصادي للصين والتي تُعرف بالمصصلح «اقتصاد السوق الاشتراكي». إنّ تبديل الإيديو لوجيا السياسة للثورة الثقافية، قاد إعادة تشكيل الصين باتجاه اقتصاد السوق وفَتَح السوق المحلي أمام المستثمرين الأجانب. مع ذلك، وعلى الرغم من الحرية الاقتصادية، فإن القيم والأفكار السياسية للحزب الشيوعي الصيني ظلت محمية من الأيديولوجيات غير المرغوبة عن طريق «سحق الذباب».
دخلت الإنترنت إلى الصين في العام 1994م كنتيجة حتمية وأداة لدعم اقتصاد السوق الاشتراكي. بشكل تدريجي، ومع توسع توافرية الإنترنت، تحوّلت الشبكة إلى منصة اتصال عامة لتبادل المعلومات التجارية.
في العام 1997م، اتخذت وزارة الأمن العام أول الخطوات للتحكم بالوصول إلى الإنترنت، ووضعت لوائح تنظيمية تشرّع الوصول إلى الإنترنت وجاء في المواد من 4 إلى 6 فيها:
| جدار الحماية العظيم | يُمنع الأفراد من استخدام شبكة الإنترنت من أجل: الإضرار بالأمن القومي أو كشف أسرار الدولة أو الإساءة إلى مصالح الدولة أو المجتمع. يمنع الأفراد من استخدام شبكة الإنترنت لإنشاء أو نسخ أو استعادة أو نقل معلومات تحرّض على مقاومة دستور جمهورية الصين الشعبية أو القوانين أو اللوائح الإدارية أو تروّج للإطاحة بالحكومة أو النظام الاشتراكي، أو لتقويض الوحدة القومية، أو تشويه الحقائق أو نشر الشائعات أو تدمير النظام الاجتماعي أو تقديم مواد ذات مُحتوى إباحيّ أو تشجيع المُراهنات أو العنف أو القتل. يُمنع المُستخدمون من الاشتراك في النشاطات التي تضرّ أمن شبكات الحواسيب أو من استخدام هذه الشبكات أو تبديل مواردها بدون إذن مُسبق. | جدار الحماية العظيم |

في العام 1998م، تخوّف الحزب الشيوعي من تمكّن الحزب الديمقراطي الصيني (CDP) من توليد شبكة اتصالات جديدة تكون خارج السيطرة. حُظر الحزب الديمقراطي فوراً، وتبع ذلك حملة من الاعتقالات. في نفس العام، انطلق مشروع الجدار العظيم. استغرق تنفيد الجزء الأول من المشروع ثمانية سنوات واكتمل في العام 2006م، أمّا الجزء الثاني فبدأ في نفس العام وانتهى في العام 2008م. في 6 ديسمبر 2002م، شارك 300 شخص من المسؤولين عن المشروع يُمثّلون 31 مُقاطعة صينية في فعاليّة تحت عنوان «المعرض الشامل لنظام المعلومات الصيني». في تلك الفعالية، تمّ شراء الهديد من التقنيات الغربية المتقدمة التي تشمل أمن الإنترنت ومراقبة الفيديو والتعرّف على الوجوه.[بحاجة لمصدر] من المقدر أن عدد العاملين في المشروع يتراوح بين (30) و (50) ألف رجل شرطة.[بحاجة لمصدر]

## أصول قانون الإنترنت الصيني
إنّ نظرة جمهورية الصين الشعبية إلى الإنترنت هي نظرة سياديّة، بحسب هذه النظرة فإن الإنترنت داخل البلاد هو جزء من سيادة البلاد، ويجب أن يكون خاضعاً لسيطرة الحكومة.
في حين قامت الولايات المتحدة والعديد من الدول الغربية بتمرير تشريعات تحدد الجرائم الإلكترونية منذ بداية السبعينات، فإن الصين لم تملك تشريعات مقابلة حتى العام 1997م. في تلك السنة، مررت الهيئة التشريعية الوحيدة في الصين، مجلس الشعب الصيني، بتمرير القانون (CL97) الذي يعرّف «الجرائم الإلكترونية» ويُقسّمها إلى مجموعتين أساسيتين هما: جرائم تستهدف شبكات الحاسب، وجرائم منقولة عبر شبكات الحاسب. تشمل النشاطات غير القانونية الموصوفة في المجموعة الثانية أفعال تبدأ من توزيع المواد الإباحية وتصل حتى إفشاء أسرار الدولة.[بحاجة لمصدر]
انتقد بعض القضاة الصينيين القانون (CL97)، ووصفوه بأنه غير فعال ولا يُمكن فرضه. على أي حال، فإن مجلس الشعب نفسه قال بأنّ القانون ترك بصورة «مرنة» بحيث يكون عرضة للتطوير وإعادة التفسير في المستقبل. بوجود الثغرات في القانون، فإنّ الحكومة المركزية في الصين تعتمد بشكل مباشر على مشرعي مجلس الدولة، لتقرر ما الذي تشمله التعاريف الواردة في القانون، وهذه التفسيرات نافذة، ولا داعي لأن تمر عبر الإجراءات التشريعية الخاصّة بمجلس الشعب. نتيجة لذلك، فإن الحزب الشيوعي الصيني يعتمد بصورة مطلقة على الحكومة المركزية لتنقيذ القانون (CL97).
إنّ الجزء الأخير من نص القانون الذي يحدد الجرائم عبر الشبكة بحسب القانون (CL97) هو المُبرر الذي يمكن للحكومة أن تستشهد به عندما تقوم بحجب مزود خدمة إنترنت ما، أو اتصال عبر بوابة ما، أو عندما تقيد الوصول إلى أي مُحتوى موجود على شبكة الإنترنت. يشمل التعريف أيضاً استخدام الإنترنت لتوزيع معلومات تعتبر «ضارة بالأمن القومي» أو «مُسيئة للنظام العام» أو «الاستقرار الاجتماعي» أو «المنظومة الأخلاقية الصينية». تعتمد الحكومة المركزية بشكلٍ مُطلق على مشرعي مجلس الدولة لتحديد النشاطات التي تشملها هذه التعاريف.
تشمل الأسباب الكامنة وراء الرقابة على شبكة الإنترنت في الصين:
- التحكم بالمجتمع: الإنترنت هو وسيلة تعبير عن الرأي، واستهدامه في حملات الرأي العام قد يقود إلى احتجاجات ضد الحكومة.
- المحتوى الحساس: للتحكم بالمعلومات الخاصة بالحكومة، بالإضافة للمحتوى المرتبط بسلوك سابق للحكومة.[بحاجة لمصدر]
- حماية الاقتصاد المحلي: تفضّل حكومة الصين استخدام الشركات المحلية الخاضعة للوائح التظيمية الصينية، لأنها تخضع لسيطرتها وإشرافها المباشر (مثلاً بايدو بدلاً من جوجل).[بحاجة لمصدر]

## حملات وقمع
منذ بداية العام 2003م، بدأت الصين مشروع الدرع الذهبي (بالصينية: 金盾工程) كجزء من جدار الحماية العظيم، وهو عبارة عن نظام رقابة هائل الحجم، وقد عملت عدة شركات غالبيتها أمريكية، مثل سيسكو، على تزويد المشروع بالعتاد اللازم للمشروع. اكتمل المشروع في العام 2006م، وهو قيد التشغيل منذ ذلك الوقت، ويدار من قبل ضباط شرطة منتدبين من مجلس الأمن العام (PSB). إن المهمات الأساسية لمشروع الدرع الذهبي هي مراقبة المواقع المحلية والبريد الإلكتروني والبحث عن تعابير سياسيّة تُحرّض على الاحتجاج، وعند العثور على محتوى مُخالف يتم مخاطبة ضباط مجلس الأمن المحليين للتحقيق بالأمر أو القيام بالاعتقالات اللازمة.[بحاجة لمصدر] على أي حال، في نهاية العام 2007م، لم يكن المشروع يعمل بالشكل المطلوب بسبب استعمال المستخدمين لمخدمات الوكالة، أو وسائل أخرى، للوصول إلى المحتوى المحجوب أو لإنشاء اتصالات آمنة.
في فبراير 2008م، أعلنت الحكومة الصينية عن إطلاق عملية «من أجل الغد»، التي تستهدف استخدام الشباب لمقاهي الإنترنت سواء من أجل الألعاب عبر الشبكة أو للوصول إلى محتوى صنفته الحكومة على أنه غير قانوني. مقاهي الإنترنت في الصين، والتي تمثل خياراً شائعاً للناس الذين لا يستطيعون اقتناء حاسوب شخصي، تدار من قبل الحكومة مباشرة بواسطة ضباط حكوميين، لا يسمح للقاصرين، دون 18 عاماً في الصين، بدخول مقاهي الإنترنت، ولكن عادة ما يتمّ التغاضي عن هذا التشريع، وفي حال التشدد في تطبيقه، يلجأ القاصرون إلى ما يعرف بحانات الويب غير الشرعية (بالإنجليزية: Black Web Bars)‏ للوصول إلى شبكة الإنترنت.
في العام 2008م، كان يتوجب على كل مقهى إنترنت أن يقوم بالاحتفاظ بسجلٍ لكل المُستخدمين الذي نفذوا لشبكة الإنترنت من خلاله، وتحال هذه السجلات إلى ضباط الحكومة المحليين أو إلى مكتب الأمن العام. من الأمثلة على فرض التشريعات المحلية على مقاهي الإنترنت ما حصل في مدينة جيدونغ (Gedong) في العام2007م، حيث فرض أحد ممثلي الحكومة منعاً على مقاهي الإنترنت في المدينة لقناعته الشخصية بأنّها ضارّة للقاصرين، الذين يستخدمونها لممارسة الألعاب عبر الشبكة، والتي قد تشمل سلوكاً عنيفاً. لكن مقاهي الإنترنت ظلت قيد التشغيل، وإن بشكلٍ غير قانوني، ولم يردع ذلك القاصرين عن ارتيادها.
حجبت الحكومة الصينية موقع ويكيبيديا بشكل متقطع، وهي تحجب المقالات ذات المحتوى السياسي بصورة دائمة.[بحاجة لمصدر] في العام 2017م، ناقشت الحكومة فكرة العمل على نسخة خاصة بها من ويكيبيديا.

## طرق الحجب
يقوم النظام بحجب المحتوى من خلال منع توجيه حركة البيانات نحو عناوين محددة لبروتوكول الإنترنت. يتكون النظام من عدد من جدارن الحماية ومخدمات الوكلاء في البوابات التي تصل الصين مع شبكة الإنترنت، ويشارك بشكل انتخابي في عملية التحايل باستعمال نظام أسماء النطاقات (DNS Spoofing) عند طلب مواقع محددة. لا يبدو أنّ الحكومة تقوم بشكلٍ مُنظم بفحص محتوى الإنترنت، فذلك غير مجدٍ من الناحية العملية.[بحاجة لمصدر] أشار عدد من الباحثين من جامعة كاليفورنيا ومن جامعة نيو مكسيكو بأنّ نظام المراقبة لا يمكن أن يُصنّف كجدار حماية طالما أنه بالإمكان بلوغ المحتوى المحجوب عبر النظام نفسه بطريقة أخرى تتخطى الحجب.
بعض طرق المراقبة المستعملة:
| الطريقة                                                      | الوصف |
| ------------------------------------------------------------ | --- |
| حجب عنوان بروتوكول الإنترنت                                  | وفيه يُمنع الوصول إلى عنوان بروتوكول إنترنت مُحدد. إذا موقع الويب المستهدف مُستضافاً في خدمة استضافة ويب مشتركة، فإن كل مواقع الويب الموجودة على المُخدّم سوف تُحجب. ويشكل ذلك كل بروتوكولات التطبيقات في حزمة بروتوكولات الإنترنت مثل بروتوكول نقل النص الفائق (HTTP) وبروتوكول نقل الملفات (FTP) وبروتوكول مكتب البريد (POP). إنّ التحايل المعتاد على هذه الطريقة يكون بإيجاد مخدم وكيل يصل إلى المواقع المستهدفة بالحجب، ولكن هؤلاء الوكلاء بدورهم قد يتعرضون للحجب. قد تملك بعض المواقع فضاءات عنونة إضافية لكسر الحجب، ولكن هذه الفضاءات الإضافية قد تُحجب أيضاً. |
| التحايل باستعمال نظام أسماء النطاقات، الترشيح وإعادة التوجيه | وفيه لا يقوم نظام أسماء النطاقات بإيجاد العنوان المُقابل لاسم نطاق محدد، أو لا يُعيد العنوان الصحيح. ويؤثر ذلك على كل الخدمات التي يُراد الحصول عليها من الموقع المُحدد باسم النطاق. إنّ التحايل المُعتاد على هذه الطريقة يكون بإيجاد مخدّم أسماء يُعيد العناوين المُقابلة للأسماء بشكل صحيح، ولكن هذه المُخدمات بدورها قد تتعرض للحجب، وبشكلٍ خاص حجب عناوين بروتوكول الإنترنت الخاصة بها. ومن الطرق الأخرى، تجاوز مرحلة مطابقة الأسماء بالعناوين، واستخدام عنوان الموقع بشكل مباشر. |
| ترشيح مُحدِد موقع الموارد المُوحَّد (URL)                         | وفيه يتم إجراء مسح لمُحدِدات موقع الموارد المُوحَّدة بحثاً عن كلمات مفتاحية، بغض النظر عن اسم النطاق، ويؤثر هذا على عمل بروتوكول نقل النص الفائق (HTTP). إنّ التحايل المُعتاد على هذه الطريقة يكون باستخدام ترميز النسبة المئوية لمُحدِد موقع الموارد المُوحَّد، وباستخدام شبكات خاصة افتراضية (VPN) أو بروتوكول طبقة المنافذ الآمنة / بروتوكول تأمين طبقة النقل (TLS/SSL). |
| ترشيح رزم البيانات                                           | وفيه يتم إنهاء الاتصال الذي يقوم بنقل رزم البيانات عندما يتم تحديد ورود عدد محدد من الكلمات المفتاحية، قد تكون هذه الطريقة فعالة مع عدد بروتوكولات التطبيقات مثل بروتوكول نقل النص التشعبي (HTTP) أو بروتوكول نقل الملفات (FTP) أو بروتوكول مكتب البريد (POP)، لكن غير مناسبة لمحركات البحث، التي يراد مراقبتها. يُمكن التحايل على الطريقة باستعمال الطرق المشفرة مثل الشبكات الخاصة الافتراضية (VPN) أو بروتوكول طبقة المنافذ الآمنة (SSL). |
| هجوم الوسيط                                                  | يستخدم الجدار العظيم شهادة أصل ممنوحة من مركز معلومات شبكة الإنترنت الصينية (CNNIC) للقيام بهجمات الوسيط. في 26 يناير 2013، تم استبدال شهادة بروتوكول طبقة المقابس الآمنة الخاصّة بجيت هاب بشهادة صينية محلية، يُعتقد أنه موقعة من قبل الجدار العظيم. يُمكن التحايل على هذا الهجوم بقيام المواقع باستخدام آلية تثبيت المفتاح العام لبروتوكول نقل النص الفائق (HPKP). |
| إعادة ضبط اتصال بروتوكول التحكم بالنقل                       | وهي طريقة لإيقاف اتصال تمّ إنشاؤه باستخدام بروتوكول التحكم بالنقل (TCP)، من خلال استخدام علم إعادة الضبط الموجود في ترويسة البروتوكول، والذي يقود المضيف عند رفعه، إلى إيقاف الاتصال بشكلٍ مُباشر. يُمكن التحايل على هذا الهجوم بتجاهل رزم بيانات إعادة الضبط التي يُرسلها جدار الحماية بغرض تنفيذ هذا الهجوم. |
| حجب الشبكات الخاصة الافتراضية                                | منذ العام 2011م، بدء المُستخدمون يلاحظون عدم استقرار خدمات الشبكات الخاصة الافتراضية. في أواخر العام 2012م، كان الجدار العظيم قادراً على "تعلّم، واكتشاف وحجب" طرق الاتصال المُشفّرة المُستخدمة من قبل العديد من أنظمة الشبكات الخاصة الافتراضية. قامت تشاينا يونيكوم (China Unicom)، وهي واحدة من أكبر مزودات الاتصالات في البلاد بإنهاء أي اتصال يجري عبر شبكة خاصة افتراضية. في يوليو 2017م، قالت صحيفة نيويورك تايمز بأن الحكومة الصينية طلبت من شركة أبل إزالة كل تطبيقات الشبكات الخاصة الافتراضية من المتجر الخاص بالنسخة الصينية لنظام التشغيل. أبلغ عدد من المراسلين أنهم وجدوا ثغرات في جدران الحماية في الفنادق الدولية، ونتيجة لذلك، شدد المشرعون قوانينهم وطلبوا من إدارة الفنادق التوقف عن السماح لعملائها بالوصول إلى المحتوى المحجوب عبر الشبكات الخاصة الافتراضية. وذكرت العديد من التقارير بأن التشريعات الجديدة سوف تفرض الحصول على موافقة من الحكومة قبل البدء بتقديم خدمات الشبكات الخاصة الافتراضية. |
| توصيف الشبكة (Network enumeration)                           | هناك عدد من التقارير عن قيام كيانات غير معروفة، غالباً ما تمتلك إمكانية التفتيش العميق عن الرزم (DPI)، بإنشاء اتصالات أحادية الجانب مع حواسيب في الولايات المتحدة بهدف جمع معلومات تساعد على القيام بعمليات حجب بروتوكول الإنترنت. |

## الفعالية والثأثير
هناك أدلة بحثية على أن معرفة وجود الجدار العظيم والشعور بالمراقبة عبر الشبكة يقود إلى الخطاب البارد والرقابة الذاتية، وهي ذات أثر أكبر من عمليات حجب المحتوى التي يقوم بها جدار الحماية العظيم.
جدار الحماية العظيم هو شكل من أشكال الحمائية الذي سمح للصين بأن تقوم بإنشاء عمالقة الإنترنت خاصتها مثل تينسنت وعلي بابا وبايدو. لدى الصين أيضاً نستختها الخاصّة من العديد من مواقع الويب الأجنبية مثل: يوكوتودو (بالصينية: 优酷土豆) بدلاً من يوتيوب، ورن رن (بالصينية: 人人网) بدلاً من فيس بوك، ووي تشات (بالصينية: 微信) بدلاً من واتساب وغيرها. يبلغ عدد مستخدمي هذه المواقع والتطبيقات أكثر من 700 مليون مستخدم، وهو ما يعادل ربع العدد الإجمالي لمستخدمي شبكة الإنترنت عالمياً. إنّ شبكة الإنترنت خلف جدار الحماية العظيم هي عالم موازٍ لشبكة الإنترنت العالمية.

## المحتوى المراقب
تقوم الحكومة الصينية بمراقبة وحجب ما يلي:[بحاجة لمصدر]
- مواقع مخالفة للقانون أو مواقع لجماعات محظورة مثل جماعة فالون غونغ.
- مواقع الأخبار التي تقوم بتغطية مواضيع تصنف على أنها معادية للصين مثل: عنف الشرطة أو مظاهرات ساحة تيانانمن أو حرية التعبير أو الديمقراطية،[33] وتشمل هذه الفئة إذاعة صوت أمريكا والنسخة الصينية من بي بي سي نيوز.
- المواقع المرتبطة بالحكومة التايوانية، من وسائل إعلان ومنظمات يقدم بعضها مُحتوى ديني، بالإضافة لغالبية المواقع والمدونات التايوانية.
- المواقع التي تُصنّف الحكومة الصينية محتوياتها بأنّها فاحشة أو إباحية.
- المواقع التي تُصنّف الحكومة الصينية محتوياتها بأنّها تخريبيّة.
- المواقع المرتبطة بالنشاطات الإجرامية، مثل عصابة الثالوث الصيني.
- المواقع المرتبطة بالدالاي لاما أو تعاليمه أو الحركة الدولية لاستقلال التبت (ITIM).

تقوم محركات البحث الصينية بإعادة فهرسة المواقع المحجوبة لتحصل على فهرس بدرجة أقل، أو قد لا تحصل على فهرس على الإطلاق، ويُؤثّر ذلك على نتائج البحث بشكلٍ ملحُوظ.
بحسب صحيفة نيويورك تايمز، فقد قامت شركة جوجل ببناء نظام حاسوبي داخل الصين يقوم بالوصول إلى مواقع الويب في خارج البلاد، إذا كان من غير الممكن الوصول إلى الموقع بسبب حجبه، فإنّ الشركة تقوم بإضافته إلى القائمة السوداء لجوجل الصين. وتتم إعادة فهرسته. قام سيمون ديفيس، مؤسس جمعية الخصوصية الدولية بتحدي جوجل لتكشف عن التقنية التي استخدمتها تنفيذاً للتوصيات الصينية، لكن جوجل لم تستجب لهذا الطلب.[بحاجة لمصدر]

## التحايل على الرقابة
تعتمد آليات جدار الحماية العظيم على حجب عناوين بروتوكول الإنترنت أو أسماء النطاقات لوجهات محددة، وفحص البيانات المُرسلة أو المستقبلة. لذلك، فإن معظم إستراتيجيات التحايل على الرقابة تستخدم مخدمات الوكلاء أو تشفير البيانات، أو تجمع بين الاثنين معاً.
من الطرق المستعملة في التحايل على الرقابة المفروضة من قبل جدار الحماية العظيم:
- مخدمات الوكلاء خارج الصين، ولايكفي استخدام وكيل بسيط، بدون أنفاق مشفرة لتجاوز الرقابة المفروضة.
- يُمكن للشركات أن تؤسس موقع ويب إقليمي داخل الصين، ويمنع ذلك مرور المحتوى عبر جدار الحماية العظيم، ولكن يجب على هذه الشركات أن تستصدر رخصة مزود محتوى إنترنت (ICP) من الجهات الحكومية.
- يمكن استخدام التوجيه البصلي مثل آي 2 بي (I2P) أو تور (Tor).
- بعض البرمجيات مثل: فري جيت أو أولتراسورف أو سايفون يمكن أن تستهدم لتجازو الرقابة، ولكنّها لا تخفي وجود المُستخدم داخل الصين.
- استخدام الشبكات الخاصة الافتراضية (VPN) أو بروتوكول النقل الآمن (SSH).
- تسمح واجهة برمجة التطبيقات الحُرّة (API) المُستخدمة من قبل تويتر بنشر التغريدات واستقبالها من مواقع أخرى.
- إعادة ضبط إعدادات الاتصال في الطرفيات واستعمال التشفير والتخلّص من رزم إعادة الضبط فور استقبالها وعدم توجيه رزم البيانات نحو مواقع يُشتبه بأنّها عُرضة للحجب.[38]

## المواقع غير المحجوبة
- في عام 2008م، تمّت إزالة الحجب عن النسخة الإنكليزية من موقع هيئة الإذاعة البريطانية، مع إبقاء الحجب على النسخة الصينية من الموقع.[39]
- في عام 2017م، بدأت الحكومة الصينية بمراقبة خدمات جوجل، بما في ذلك خرائط جوجل،[بحاجة لمصدر] لكن هذه الخدمات لم تحجب.

## تصدير التقنيات
يشتبه مراسلون بلا حدود بأن دولاً مثل كوبا وفيتنام وزيمبابوي وبيلاروسيا حصلت على تقنيات مُراقبة من الصين، على الرغم من أن الرقابة على الإنترنت في هذه الدول أقل تشدداً من الرقابة في الصين.

## الاحتجاجات ضد الجدار
على الرغم من تشريعات الحكومة الصارمة، فإن العديد من الصينيين مستمرون في الاحتجاج في الخفاء على محاولة حكومتهم فرض رقابة على الإنترنت. يقوم المحتجون باستعمال أدوات تشفّر الاتصال وتأمّنه مثل الشبكات الخاصة الافتراضية (VPN) وبروتوكول النقل الآمن (SSH) أو تطبيقات مثل أولتراسورف أو خوادم الوكلاء لتجاوز جدار الحماية العظيم، ويشار إلى ذلك بالقفز فوق أو تسلق الجدار (بالصينية: 翻墙).
تقوم المعارضة بخلق الاضطرابات بشكل مستمر على شبكة الإنترنت في الصين. في عام 2003م، سلط مقتل العامل المهاجر الشاب صن زهيغانغ (بالصينية: 孙志刚事件) الضوء على ردود من عامة الصينين رغم الخوف من العقوبة التي قد تفرضها الحكومة.[بحاجة لمصدر] وبعد عدة أشهر من الحادثة قام رئيس الوزاء الصيني ون جيا باو بإلغاء القانون الذي أدى لوفاة صن.[بحاجة لمصدر]
في يناير 2010م، أعلنت جوجل أنها لن تقوم بمراقبة نتائج البحث في الصين، حتى لو أدى ذلك إلى إيقاف عملياتها في الصين. وقد قام العديد من الصينين بزيارة مكاتب الشركة والتضامن معها بتقديم الأزهار والهدايا.

## الجدل حول جدار الحماية العظيم
يجادل المنتقدون بأن جدار الحماية العظيم هو نتيجة لجنون الارتياب من احتمالية استعمال شبكة الإنترنت لمعارضة سياسة حكم الحزب الواحد. من الانتقادات الأخرى التي وجهت للصين هي أن سعيها لامتلاك طريقتها الخاصة للتحكم بالوصول لشبكة الإنترنت يؤثر على حرية التعبير، وهذا بدوره يُثبّط الصين نفسها اقتصادياً، من خلال عدم تشجيع الابتكار وعدم القدرة على الربط بين الأفكار المهمة ومنع الشركات من الوصول لخدمات محددة مثل جوجل كلاود (Google Cloud).[بحاجة لمصدر] يُؤثّر ذلك أيضاً على مجال التعليم والبحث، فالطلاب والأساتذة، على سبيل المثال، لا يستطيعون الوصول إلى محرك بحث جوجل سكولار ولا الخدمات التي يقدمها.
من الانتقادات التي توجّه إلى جدار الحماية العظيم، أنه يُعارض الهدف الأساسي الذي أُنشأت شبكة الإنترنت أجله، وهو القدرة على التواصل عن بعد بدون حواجز، خاصّةً أن سلوك الحكومة الصينية قد يُشجع حكومات أخرى على اتباع نفس النهج، فإذا نجحت البلدان ذات عقلية إداريّة مُشابهة في فرض نقس القيود على السكان المُقيمين فيها وعلى الشركات التي تستخدم الإنترنت فإنّ تبادل المعلومات الحرّ عبر شبكة الإنترنت سيكون في خطر.

## موقف الولايات المتحدة
أشار تقرير مكتب التمثيل التجاري للولايات المتحدة (USTR) المُعنون: «تقرير تقدير التجاري القومي» الصادر في العام 2016م إلى جدار الحماية العظيم بالشكل التالي: «قيام الصين بترشيح حركة بيانات الإنترنت العابرة للحدود فرض عبء ملحوظاً على المزودين الأجانب»(2). في يناير 2017م، اقترح كلود بارفيلد (Claude Barfield) خبير التجارة الدولية من معهد المشاريع الأمريكية أن تقوم الحكومة الأمريكية برفع دعوى على الجدار أمام منظمة التجارة العالمية بوصفه «حاجز هائل» في وجه التجارة. لقد قام الجدار بالفعل بحجب محتوى لثمانية من أصل 24 موقعاً تشكل مجموعة المواقع الأكثر توليداً لحركة البيانات في الصين، لقد فرض ذلك عبئاً إضافياً على الموردين الذين يعتمدون على هذه الموقع لبيه المنتجات أو تقديم الخدمات. أظهر استطلاع للرأي للمناخ العام لفريق الضغط الاقتصادي (اللوبي) جرى في العام 2016م أن 79% من الأعضاء قد أبلغوا عن تأثير سلبي على العمل بسبب الرقابة على الإنترنت.

## التزام الشركات
تنصّ التشريعات الصينية بأنّه يجب على الشركات المحلية والأجنبية التي تستخدم الإنترنت كجزء من نشاطها داخل الصين أن تتعاون من الجهود المبذولة في جدار الحماية العظيم. تتحمل هذه الشركات مسؤولية ما تقوم بنشره على مواقعها الإلكترونية ومسؤولية ما قد يقوم المستخدمون بنشره على هذه المواقع، ويساعد ذلك في تعزيز الرقابة الذاتية، ما يُسهّل من مهمة مراقبة الإنترنت ويجعل الصين على قائمة الدول التي ترخص لوسائل الإعلام للعمل على أراضيها.
لقد امتثلت الفروع الصينية للشركات الأمريكية مثل جوجل(3) وياهو ومايكروسوفت بشروط العمل هذه. في نفس الوقت فإن قيادات هذه الشركات تُعبّر بشكل منتظم عن عدم نفورها من سياسات جدار الحماية العظيم في الصين، ولكنهم يعتبرون ذلك ضرورياً لإنشاء الأعمال مع الصين، وهو أفضل من البديل الآخر الذي يعني عدم العمل في الصين على الإطلاق. وقد أشار جيري يانغ، أحد مؤسسي ياهو إلى أن وجود شركات الإنترنت الأجنبية في الصين يساعد في النهاية على التقليل من القيود على شبكة الإنترنت.

## هوامش
1 هناك عدّة طرق لقول ذلك بالصينية منها (بالصينية: 。打开窗户，新鲜空气进来了，苍蝇也飞进来了) و(بالصينية: 。如果你打开窗户换新鲜空气，就得想到苍蝇 ") وجميعها تحمل نفس المعنى.
2 النص الأصلي: "China's filtering of cross-border Internet traffic has posed a significant burden to foreign suppliers".
3 خدمات جوجل محجوبة في الصين ولكن شركة جوجل نفسها موجودة.

## وصلات خارجية
- جدار الحماية العظيم في الصين يرتفع، مقالة من الإيكونوميست.